# Napoleonaea
Genre
Classification phylogénétique
Napoleonaea est un genre de plante à fleurs de la famille des Lecythidaceae. Il comprend environ une dizaine d'espèces d'arbustes ou de lianes originaires des régions tropicales d'Afrique.

## Liste des espèces
Selon Catalogue of Life (22 novembre 2017) :
- Napoleonaea egertonii Baker f.
- Napoleonaea gabonensis Liben
- Napoleonaea gossweileri Baker f.
- Napoleonaea heudelotii A.Juss.
- Napoleonaea imperialis P.Beauv.
- Napoleonaea lutea Baker f. ex Hutch. & Dalziel acceptée pour le moment.
- Napoleonaea reptans Baker f. ex Hutch. & Dalziel acceptée pour le moment.
- Napoleonaea septentrionalis Liben
- Napoleonaea talbotii Baker f.
- Napoleonaea vogelii Hook. & Planch.